# حاتم عبد القادر
حاتم محمد عبد القادر عيد (وُلد في 20 مايو 1953 في القدس) هو سياسي فلسطيني ووزير سابق وأحد أعضاء حركة فتح وعضو الهيئة الإسلامية المسيحية لنصرة القدس والمقدسات. شارك حاتم في الوفد الفلسطيني المفاوض عام 1991 إلى مدريد وواشنطن. انتخب عضوًا عن دائرة محافظة القدس وممثلًا عن حركة فتح في المجلس التشريعي الفلسطيني الأول عام 1996 حيث حصل على 8,307 صوت. عُين مستشارًا لرئيس الوزراء في عام 2008، وفي مايو 2009 عُين وزيرًا لشؤون القدس ضمن حكومة سلام فياض الثانية إلا أنه استقال من المنصب خلال أسابيع في 30 يونيو 2009. فاز بعضوية المجلس الثوري لحركة فتح بعد مؤتمر حركة فتح السادس عام 2009، ومؤتمرها السابع عام 2016.

## التحصيل العلمي
يحمل درجة البكالورويوس في الصحافة والإعلام من جامعة الأزهر في القاهرة.